# 阿纳托尔·法朗士站 (雷恩地铁)
阿纳托尔·法朗士站（法語：Anatole France）是法国西部城市雷恩的一个地铁车站，位于雷恩地铁A线上。

## 位置
阿纳托尔·法朗士站位于雷恩市区的中部，老城区西北，拉图什街区内。铁路股道西北-东南为走向。

## 设施
阿纳托尔·法朗士站站内设有自动售票机及无障碍设施。

## 站台设置
| 东北↑ |      |                  |
|       | 侧式 |                  |
|       |      | 约翰·肯尼迪方向← |
|       |      | 拉波特里方向→    |
|       | 侧式 |                  |
| 西南↓ |      |                  |

## 配套交通

### 国铁
阿纳托尔·法朗士站可连接法国国铁蓬沙约站，可换乘前往圣马洛方向的区域列车。

### 城市公共交通
| 阿纳托尔·法朗士站附近的公共交通线路 |            |          |
| 公交车站名称                        | 位置       | 停靠线路 |
| 阿纳托尔·法朗士                     | 地铁站地面 | C2 31    |
| 1.                                  |            |          |

此外，当地铁线路发生故障或施工时，雷恩交通局可能提供临时摆渡车。

### 社会车辆
阿纳托尔·法朗士站附近设有社会车辆停车场。

## 临近车站
| 上一站              | 雷恩地铁 | 雷恩地铁    | 雷恩地铁 | 下一站           |
| ------------------- | -------- | ----------- | -------- | ---------------- |
| 蓬沙尤往约翰·肯尼迪 |          | 雷恩地铁A线 |          | 圣安娜往拉波特里 |